# Theodor von Baginski

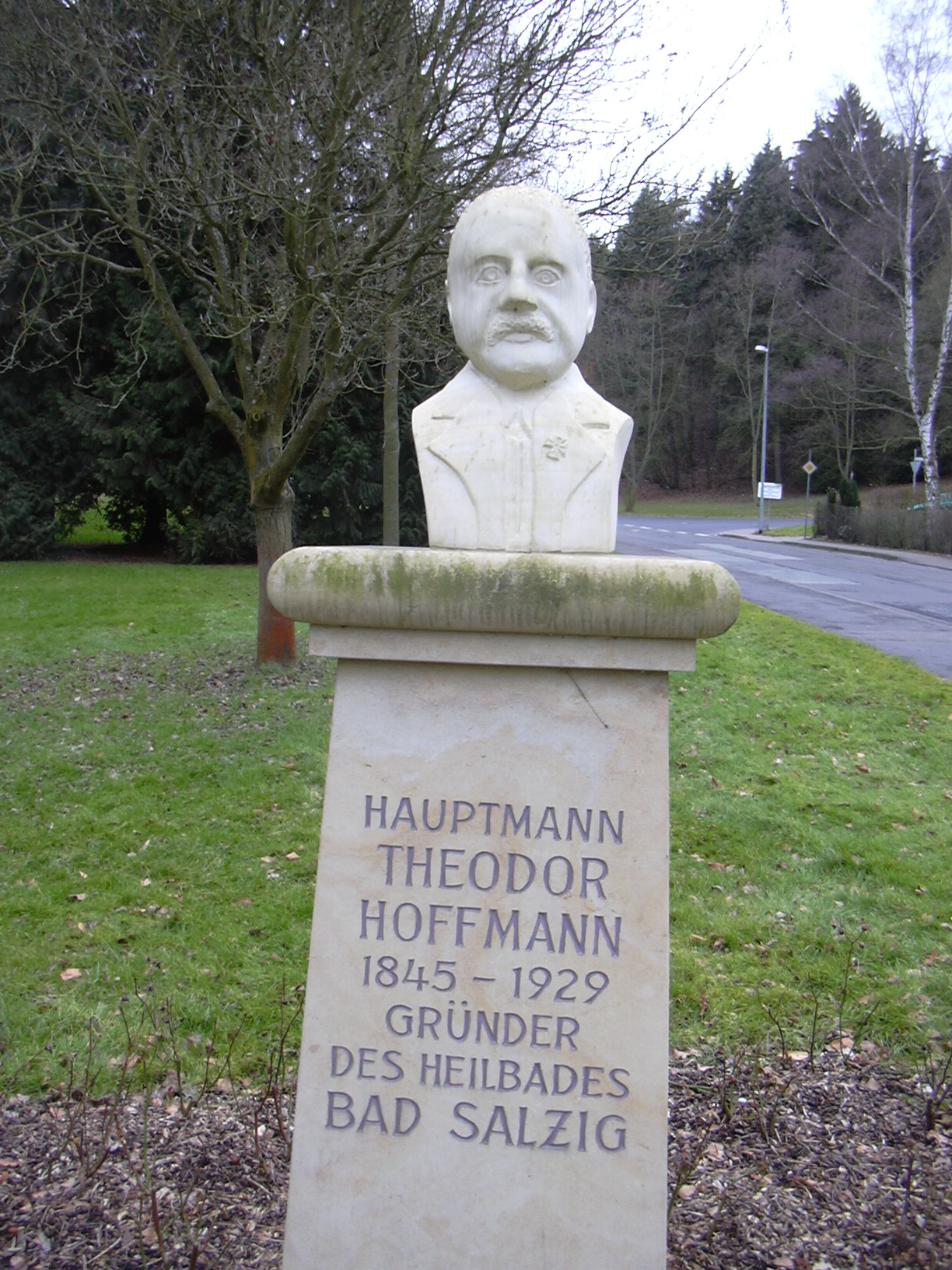
Hauptmann Theodor Hoffmann, Entdecker der Quellen (Büste am Eingang zum Kurpark)

Theodor von Baginski, gen. Hoffmann, (* 9. September 1845 auf dem Gut Adlig Kadmedien, Kreis Rößel; † 8. Oktober 1929 in Annweiler am Trifels) war ein deutscher Hauptmann, Unternehmer und Gründer des Kurbades Bad Salzig.

## Leben
Theodor von Baginski war der Sohn eines ostpreußischen Gutsbesitzers. Einer Angabe seiner Tochter zufolge sollen seine Vorfahren polnische Adlige namens von Baginski gewesen sein, die nach Ostpreußen einwanderten und dort den Namen Hoffmann annahmen, um evangelische Pfarrer werden zu können. Nach einer Kindheit auf dem elterlichen Gut besuchte er das Realgymnasium in Königsberg und die dortige Universität, um Lehrer zu werden. Dieses Studium gab er jedoch nach einem Semester auf und schlug eine militärische Laufbahn ein.
Hoffmann nahm am Deutsch-Österreichischen Krieg 1866 und am Deutsch-Französischen Krieg 1870/71 teil. In letzterem wurde er am Arm verwundet, durch falsche Behandlung verschlimmerte sich diese Verletzung und hinterließ einen bleibenden Nervenschaden. Auch eine Malariainfektion sollte durch ungenügende Behandlung chronisch werden und ihn sein ganzes Leben immer wieder zu schaffen machen.
Im Herbst 1871 heiratete er Eva Krantz aus Bonn. Sie verstarb bereits nach nur siebenjähriger Ehe. Aufgrund der Spätfolgen seiner Verwundung beendete Hoffmann seine militärische Laufbahn 1876 im Rang eines Hauptmanns. Nach dem Tode seines Schwiegervaters übernahm er dessen Mineralienhandlung und führte sie mehrere Jahre. Er gelangte zu einem ansehnlichen Vermögen.
Nachdem er 1889 Antonie von Baumbach geheiratet und mehrere Jahre in Metz gelebt hatte, erwarb Hoffmann 1899 die verfallene Burg Berwartstein und ließ sie wiederaufbauen.
Etwa gleichzeitig begründete er das Kurbad Bad Salzig und investierte in dieses Unternehmen große Teile seines Vermögens. Durch Kauf von Grundstücken und die Erbohrung der Thermalquellen legte Hoffmann den Grundstock für den Kurbetrieb. Nach juristischen Auseinandersetzungen mit zwei Teilhabern, dem Komponisten und Musikwissenschaftler Erich Prieger und dessen Bruder Hans, zog sich Hofmann aus diesem Unternehmen zurück.
Durch finanzielle Einbußen war er gezwungen, die Burg Berwartstein zu verkaufen, sicherte sich jedoch ein lebenslanges Wohnrecht. Entsprechend seinem letzten Willen wurde er am Fuß der Burg bestattet, die Grabstelle ist bis heute erhalten. Der „Theodor Hoffmann Platz“ in Bad Salzig ist nach ihm benannt, dort erinnert auch eine Büste an den Badgründer.